# 小杉茂一郎
小杉 茂一郎（こすぎ もいちろう）は、日本の俳優である。テアトルアカデミー・劇団コスモス所属。

## 出演

### テレビドラマ
- おばはん刑事!流石姫子 第7話（2002年、テレビ朝日）
- エンジン（2005年、フジテレビ）平山盛男 役[1]
- ちびまる子ちゃん（2006年、フジテレビ）小杉太 役
- ダイスケの悩み（2007年、NHK教育）ダイスケ 役
- 佐々木夫妻の仁義なき戦い（2007年、TBS）
- チャレンジド（2009年、NHK）近藤恭一 役
- プロポーズ兄弟〜生まれ順別 男が結婚する方法〜 第4夜「一人っ子が結婚する方法」（2011年、フジテレビ）鈴木太 役

### 映画
- エリートヤンキー三郎
- サクゴエ（2007年）合田福士（少年時代） 役

### CM
- 任天堂ニンテンドーDS
- 中外製薬アルファロール